# Blackeberg
Blackeberg – dzielnica (stadsdel) Sztokholmu, położona w jego zachodniej części (Västerort) i wchodząca w skład stadsdelsområde Bromma. Graniczy z dzielnicami Grimsta, Råcksta, Norra Ängby i Södra Ängby oraz przez jezioro Melar z gminą Ekerö.
Według danych opublikowanych przez gminę Sztokholm, 31 grudnia 2020 r. Blackeberg liczyło 9060 mieszkańców. Powierzchnia dzielnicy wynosi łącznie 1,97 km², z czego 0,42 km² stanowią wody oraz 5 hektarów terenu w okolicy jeziorka Råcksta träsk zaliczane jest do dzielnicy administracyjnej Hässelby-Vällingby.
Blackeberg jest jedną ze stacji na zielonej linii (T19) sztokholmskiego metra.